# John Winter (atleet)
John Winter (Perth, 3 december 1924 – aldaar, 5 december 2007) was een Australische hoogspringer.

## Loopbaan
Winter werkte als bankbediende en bij de RAAF in Groot-Brittannië tijdens de Tweede Wereldoorlog. Weer terug in eigen land won hij het Australisch kampioenschap hoogspringen in 1947 en 1948. Winter nam op 23-jarige leeftijd deel aan de Olympische Spelen van Londen in 1948. De wedstrijd duurde meerdere uren, waarvan het merendeel in de koude regen. Toen de balk op 1,95 m gelegd werd, waren er nog vijf hoogspringers over. Op 1,98 m slaagde alleen Winter erin om over deze hoogte te komen en won zodoende het goud. Hij was hiermee de eerste Australiër die olympisch goud won op dit onderdeel. Zijn overwinning kwam onverwachts, omdat zijn vier concurrenten voor het goud een hoger persoonlijk record hadden in eerdere wedstrijden. De Noor Bjørn Paulson werd tweede en de Amerikaan George Stanich derde.
Twee jaar later won John Winter goud op de Gemenebestspelen van 1950 en versloeg met een sprong van 1,98 de Nigeriaan Joshua Majekodunmi (1,95) en de Schot Alan Paterson (1,985).

## Titels
- Olympisch kampioen hoogspringen - 1948
- Gemenebestkampioen hoogspringen - 1950
- Australisch kampioen hoogspringen - 1947, 1948, 1950

## Palmares

### hoogspringen
- 1947:  Australische kamp. - 1,99 m
- 1948:  Australische kamp. - 1,99 m
- 1948:  OS - 1,98 m
- 1950:  Australische kamp. - 1,93 m
- 1950:  Gemenebestspelen - 1,98 m

1896: Ellery Clark ·
1900: Irving Baxter ·
1904: Samuel Jones ·
1908: Harry Porter ·
1912: Alma Richards ·
1920: Richmond Landon ·
1924: Harold Osborn ·
1928: Robert Wade King ·
1932: Duncan McNaughton ·
1936: Cornelius Johnson ·
1948: John Winter ·
1952: Walter Davis ·
1956: Charles Dumas ·
1960: Robert Sjavlakadze ·
1964: Valeri Broemel ·
1968: Dick Fosbury ·
1972: Jüri Tarmak ·
1976: Jacek Wszoła ·
1980: Gerd Wessig ·
1984: Dietmar Mögenburg ·
1988: Hennadi Avdjejenko ·
1992: Javier Sotomayor ·
1996: Charles Austin ·
2000: Sergej Kljoegin ·
2004: Stefan Holm ·
2008: Andrej Silnov ·
2012: Erik Kynard ·
2016: Derek Drouin ·
2020: Gianmarco Tamberi & Mutaz Essa Barshim ·
2024: Hamish Kerr